# Marios Īlia
Marios Īlia (in greco: Μάριος Ηλία; Nicosia, 14 aprile 1979) è un allenatore di calcio ed ex calciatore cipriota, di ruolo difensore.

## Carriera

### Club
Tranne 2 brevi esperienze con Doxa Katōkopias e Ethnikos Achnas ha giocato solo con l'APOEL con cui ha disputato 176 presenze.

### Nazionale
Ha disputato 51 presenze e 2 reti con la nazionale cipriota.

## Palmarès
- Coppa di Cipro: 2

APOEL: 1998-1999, 2005-2006
- Campionato cipriota: 5

APOEL: 2001-2002, 2003-2004, 2006-2007, 2008-2009, 2010-2011
- Supercoppa di Cipro: 5

APOEL: 2002, 2004, 2008, 2009, 2011